# Vadu Roșca
Vadu Roșca – wieś w Rumunii, w okręgu Vrancea, w gminie Vulturu. W 2011 roku liczyła 437
mieszkańców.